# Plataforma Gagarin
Plataforma Gagarin (en rus: Гагаринский старт) és una plataforma d'enlairament del Cosmòdrom de Baikonur des de 1957 fins a l'actualitat. També es coneix com a NIIP-5 LC1, Baikonur LC1 o GIK-5 LC1.
Feta servir pel Programa espacial soviètic, al caure el règim soviètic va ser dirigida per l'Agència Espacial Federal Russa des de 1991. Abans coneguda com a plataforma 1 (Площадка 1) es va rebatejar amb el nom Gagarin en honor del primer ser humà en viatjar a l'espai, Iuri Gagarin en 1961. En l'actualitat diversos rituals de la tradició espacial russa com l'hora per treure un coet de l'hangar, a les set del matí, es remunten a l'èxit del vol de Gagarin.